# Diego Forlán
Cet article possède un paronyme, voir Diego Rolán.
Diego Forlán Corazzo, né le 19 mai 1979 à Montevideo en Uruguay, est un footballeur international uruguayen, qui évoluait au poste d'attaquant.
Élu meilleur joueur de la Coupe du monde 2010, il fait partie des 23 joueurs nommés pour le trophée du Ballon d'or de la même année, où il se range à la cinquième place du classement. Il gagne le Soulier d'or européen en 2005 et 2009.
Avec 112 matchs et 36 buts internationaux, Il remporte la Copa América 2011. Il est le septième joueur le plus capé et le troisième meilleur buteur de l'histoire de l'équipe d'Uruguay, derrière Luis Suárez et Edinson Cavani.
Il a notamment évolué sous les couleurs de Manchester United, du Villarreal CF, de l'Atlético de Madrid et de l'Inter Milan.

## Biographie

### Ses débuts
Forlán est issu d'une famille à grande tradition footballistique : son grand-père maternel, Juan Carlos Corazzo, a été sélectionneur de l'équipe nationale d'Uruguay qu'il a mené deux fois à la victoire en Copa América (en 1959 et 1967). Son père, Pablo Forlán, international uruguayen, a disputé les Coupe du monde 1966 et 1974 et a remporté la Copa América en 1967 sous les ordres de son grand-père. Il a également un frère, Pablo, et trois sœurs, Alejandra, Ramona et Adriana.
Passionné de tennis très jeune, Diego voulait y faire carrière mais à l'âge de 11 ans, un terrible drame va le marquer : sa sœur Alejandra est victime d'un accident de la route qui tue son petit ami et, après quatre mois de coma, la cloue dans un fauteuil roulant à vie. Cela va alors l'amener à changer de voie : « J'ai pleuré toutes les larmes de mon cœur. C'est ma sœur qui m'a orienté vers le football. Elle disait que si elle pouvait courir, elle jouerait au foot. J'ai réfléchi et je me suis dit qu'avec ce sport, je pourrai mieux gagner ma vie qu'en jouant au tennis. Je voulais trouver un miracle pour Alejandra et il passait par le football professionnel ».
À 15 ans, Diego tente alors de démarrer une carrière de footballeur et va jouer dans les équipes de jeunes de plusieurs clubs uruguayens : le CA Peñarol, le Danubio et fera même un passage en France, à l'AS Nancy-Lorraine où il ne sera pas conservé pour un prétendu manque de « gnaque », il déclare: « Je me suis entraîné avec Nancy durant deux mois à seize ans. Pablo Correa y jouait à l’époque. C’était en plein hiver. Je me souviens avoir été impressionné par la neige... je ne l’avais jamais vue auparavant ! Je suis rapidement revenu en Uruguay » avant d'aller jouer en Argentine à l'Independiente. Ses débuts sont une réussite et très vite, il est promu en équipe première. Il s'affirme alors comme un joueur très prometteur, inscrivant 37 buts en trois saisons sous les couleurs de l'Independiente malgré plusieurs blessures. Ses performances tapent dans l'œil de plusieurs clubs européens et c'est finalement le club anglais de Manchester United qui le recrute début 2002 pour un montant d'environ 11 M€.

### Manchester United (2002 - 2004)
Forlán a vécu des temps difficiles à Manchester. Il fait ses débuts sous ses nouvelles couleurs dès le 29 janvier face à Bolton mais n'inscrit son premier but que le 18 septembre, sur un pénalty face au Maccabi Haifa en Ligue des champions. Cette période de disette qui a duré 27 matches sur une période de huit mois lui vaut certains surnoms moqueurs de la part de la presse anglaise. Par la suite, Forlán inscrit tout de même des buts importants pour son équipe : une égalisation tardive face à Aston Villa, une splendide volée pour le but de la victoire face à Chelsea et un doublé face à Liverpool pour une victoire 2-1 à Anfield.
Malgré cela, les 17 buts en 98 apparitions (officielles et non officielles) de Forlán sont loin de rivaliser avec les 150 buts en 210 apparitions de son coéquipier Ruud van Nistelrooy. En août 2004, Forlán est transféré dans le club espagnol de Villarreal alors que dans le même temps, Manchester United achète Wayne Rooney.
Son passage à Manchester United est marqué par un épisode qui changera les règles du football. Le 2 novembre 2002, les Red Devils reçoivent Southampton. Après avoir marqué un but, Diego Forlán décide d’enlever son maillot, mais le jeu reprend avant qu’il n’ait le temps de le remettre. Cela aboutira à l’apparition de l’article 12 de la FIFA qui admet qu’un joueur qui retire son maillot sera sanctionné d’un carton jaune car cela cause une perte de temps.

### Villarreal (2004 - 2007)

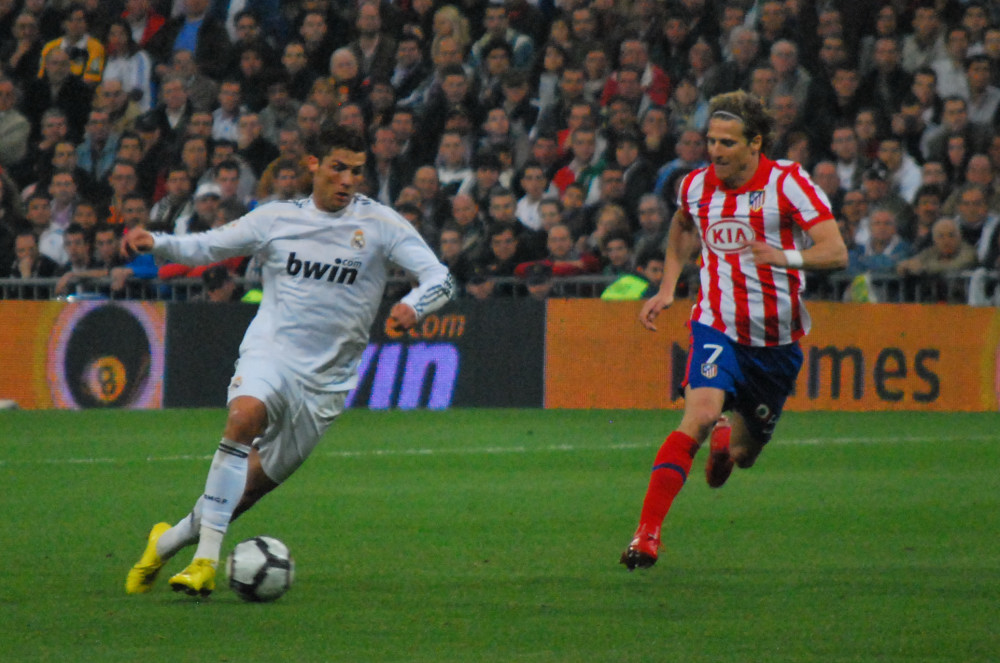
Diego Forlan et Cristiano Ronaldo lors du derby madrilène

L'arrivée de Forlán était inattendue, le joueur semblant plutôt lié au club de Levante, mais le joueur y signe tout de même le 21 août 2004 pour un transfert avoisinant les 3,2 M€.
Dès sa première apparition sous ses nouvelles couleurs, le 30 août 2004, lors de la première journée de la saison 2004-2005 de Liga face au Valence CF, Forlán se distingue en inscrivant son premier but. Son équipe s'incline toutefois par deux buts à un. Il réalise son premier doublé pour le club le 9 janvier 2005, lors d'une rencontre de championnat face au FC Barcelone. Il permet ce jour-là à son équipe de s'imposer par trois buts à zéro.
À Villarreal, Forlán explose : le 22 mai 2005, il inscrit un triplé remarquable face au FC Barcelone qui permet à son équipe de décrocher un match nul (3-3) au Nou Camp, et il termine meilleur buteur de la Liga (Pichichi) lors de la saison 2004-2005 avec un total de 25 buts (ex æquo avec Samuel Eto'o). Il permet également à son club, arrivé troisième du championnat, de se qualifier pour la première fois de son histoire en Ligue des champions. Cette même saison, il remporte le Soulier d'or européen avec Thierry Henry (Arsenal), récompensant le meilleur buteur de la saison en Europe. Sa saison 2005-2006 est plus difficile mais il revient à son meilleur niveau lors de la saison suivante (inscrivant, en l'espace de 27 minutes, un nouveau hat-trick à l'extérieur, cette fois-ci face à Osasuna, le 13 mai 2007). Sa complémentarité redoutable avec Juan Román Riquelme permet à Villarreal de s'imposer comme l'un des principaux clubs d'Espagne et d'atteindre les demi-finales de la Ligue des champions. Forlan devient également meilleur buteur de l'histoire du club (record égalé puis dépassé par Giuseppe Rossi, lors de la saison 2010-2011).

### Atlético de Madrid (2007 - 2011)

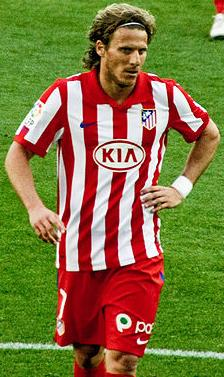
Forlán sous les couleurs de l'Atlético de Madrid

Dès le début du mois de juin 2007, le transfert de Forlán est évoqué. Celui-ci intervient le 30 juin et Forlán signe en faveur de l'Atlético de Madrid pour un montant d'environ 21 millions d'euros. Sa tâche est claire : il aura la lourde responsabilité de remplacer l'icône du club, Fernando Torres, parti à Liverpool.
Il inscrit son premier but le 16 août 2007 face au FK Vojvodina Novi Sad, lors d'une rencontre qualificative pour la Coupe UEFA 2007-2008. En plus de ce but il délivre également une passe décisive, contribuant ainsi à la victoire des siens (3-0 score final). Sa première saison à Madrid est de très bon augure puisqu'il inscrit 23 buts, formant un bon duo d'attaque avec l'Argentin Sergio Agüero.
La saison suivante, en 2008-2009, Forlán réalise des prestations impressionnantes. Le 9 mai 2009, il inscrit un doublé contre l'Espanyol qui permet à son club de se qualifier pour la Ligue des champions pour la deuxième année consécutive. L'Atlético était pourtant mené 0-2 à la pause et jouait à 10 contre 11 après l'expulsion de Luis Perea mais s'impose finalement 3-2 grâce notamment à un but de Forlán. Il inscrit également des buts cruciaux face au FC Barcelone, à son ancien club Villarreal et Valence. Le 23 mai 2009, Forlán inscrit un triplé face à l'Athletic Bilbao qui lui permet de remporter le trophée de Pichichi ainsi que le Soulier d'or européen pour la seconde fois. Il termine la saison avec des statistiques impressionnantes : 32 buts en 33 matches.
La saison 2009-2010 débute moins bien pour lui et l'Atlético réalise son moins bon début de saison depuis sa relégation en 2000. Le 24 octobre 2009, Forlán inscrit un pénalty et en manque un second et l'Atlético est tenu en échec 1-1 par Majorque qui avait pourtant joué une grande partie du match avec seulement neuf joueurs. Cette piètre performance suscita le mécontentement des supporters de l'Atlético et les critiques envers Forlán qui fut mis de côté pour le match suivant.
L'arrivée de Quique Sánchez Flores améliore les résultats sportifs et Forlán joue mieux en seconde partie de saison. L'Atlético atteint ainsi la finale de la toute nouvelle Ligue Europa et de la Coupe d'Espagne. Le 14 février 2010, Forlán inscrit le premier but de la victoire 2-1 de l'Atlético face au FC Barcelone, infligeant au futur champion sa seule défaite de la saison. Le 22 avril 2010, il inscrit le seul but lors de la demi-finale aller de la Ligue Europa face à Liverpool. Une semaine plus tard, il inscrit un but tout aussi important en réduisant l'écart lors de la demi-finale retour à Anfield, permettant ainsi à son club de se qualifier pour la finale grâce aux buts à l'extérieur. Le 12 mai 2010, Forlán devient le héros de son club en inscrivant un doublé en finale de la Ligue Europa face à Fulham, deux fois servi par son coéquipier argentin Sergio Agüero, pour une victoire 2-1 et fut élu meilleur joueur du match. Il termine la saison 2009-2010 avec un total de 28 buts dont 6 lors de la campagne victorieuse de l'Atlético en Ligue Europa. Au mercato d'hiver plusieurs clubs, tel que le Real Madrid ou la Juventus, se montrent très intéressés par le profil du joueur mais l'Atlético de Madrid décide de le garder jusqu'à la fin de la saison.

### Inter Milan (2011 - 2012)
En août 2011, Diego Forlán signe un contrat de deux ans pour un montant d'environ cinq millions d'euros en faveur de l'Inter Milan. Ayant joué avec son ancien club lors du tour préliminaire de la Ligue Europa en août 2011, il ne peut participer à la Ligue des champions qu'à partir des huitièmes de finale face à Marseille. Diego Forlan terminera la saison 2011-2012 sur deux buts (un contre Palermo, lors d'un match à l'extérieur perdu 4-3 le 11 septembre 2011, et un contre Catane lors d'un match nul 2-2 à domicile, le 4 mars 2012) et trois passes décisives (deux pour Diego Milito et une pour Esteban Cambiasso). Ces résultats, relativement médiocres, peuvent s'expliquer par les nombreuses blessures à la cheville et autres élongations musculaires qu'il a subi durant son passage à l'Inter.

### SC internacional (2012 - 2014)
En juillet 2012, Diego Forlán signe pour trois saisons au SC Internacional.
Le 2 septembre 2012, il se fait remarquer en réalisant un doublé en championnat face au CR Flamengo. Titularisé ce jour-là, il contribue à la victoire de son équipe par quatre buts à un.

### Cerezo Osaka (2014 - 2015)
Le 22 janvier 2014, il signe un contrat d'une année avec Cerezo Osaka.
Le 18 mars 2014, il inscrit son premier but en Ligue des champions asiatique lors de la victoire 4-0 contre le Buriram United.
Le 29 avril 2015, il réalise son seul hat-trick avec le club nippon lors d'un match de J. League 2 à domicile contre le Kyoto Sanga FC, au cours duquel il inscrit les trois seuls buts de la rencontre (victoire 3-0), dont 2 sur penaltys.
En juin 2015, il quitte le club japonais.

### CA Peñarol (2015 - 2016)
Le 10 juillet 2015, Diego Forlán dans son pays natal pour jouer en faveur du club qui l'a formé, le CA Peñarol. Il signe un contrat de 18 mois.
Le 14 juin 2016, lors d'une conférence de presse, il annonce son départ du club.
Le buteur a remporté le tournoi d'ouverture du championnat uruguayen en décembre 2015, puis le titre de champion d'Uruguay le 12 juin 2016.

### Mumbai City (2016)
Le 12 août 2016, il signe pour une durée de trois mois jusqu'à la fin du championnat indien au club de Mumbai City FC.

### Signature avortée à Sandefjord
En juillet 2017, alors qu'il est sans club depuis son départ de Mumbai City, il est pressenti pour signer à Sandefjord Football mais l'affaire ne s'est finalement pas réalisée.

### Kitchee SC (2018 - 2019)
Le 4 janvier 2018, il signe en faveur du club hongkongais du Kitchee SC.
Il marque son premier triplé lors de la 11e journée de championnat face aux Warriors ce qui donne la victoire à son équipe (1-5). Le 7 août 2019, à 40 ans, Diego Forlán annonce qu'il prend sa retraite.

### Sélection uruguayenne

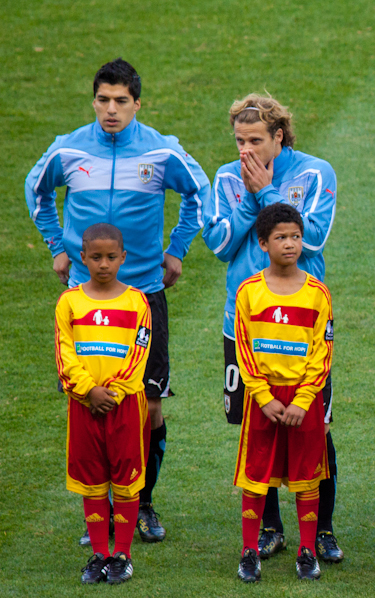
Luis Suárez et Diego Forlán (à droite) lors de la Coupe du monde 2010

Forlán connait sa première sélection avec l'équipe d'Uruguay en 2002. Il participe à la Coupe du monde 2002, inscrivant notamment une volée face au Sénégal et permettant à sa sélection d'obtenir le match nul (3-3) alors qu'ils étaient menés 0-3 à la pause. Cependant, l'Uruguay est éliminée du tournoi dès le premier tour aux côtés de la France. Forlán participe également à des compétitions continentales. Deux ans plus tard, il est convoqué pour disputer la Copa America 2004 où les Uruguayens décrocheront une troisième place après avoir été éliminé en demi-finales contre le Brésil.
Lors de la Copa América 2007, il marque un but en demi-finale face au Brésil mais se rate lors de la séance de tirs au but qui voit la victoire du Brésil 5-4. Durant cette compétition, Forlán devient le joueur majeur de la sélection uruguayenne et est régulièrement aligné dans le onze titulaire.
Le 17 juin 2008, à l'Estadio Centenario (stade mythique de Montevideo où se déroula la finale de la première coupe du monde en 1930), il inscrit son unique triplé en sélection nationale, lors d'un match gagné 6-0 face au Pérou pour les éliminatoires de la Coupe du monde 2010.
Il possède une particularité en commun avec Youri Djorkaeff. En effet, ils étaient tous deux opposés lors du match France-Uruguay de la Coupe du monde 2002 et 36 ans plus tôt, leurs pères Pablo Forlán et Jean Djorkaeff s'étaient également opposés lors du match France-Uruguay de la Coupe du monde 1966.
Le 24 juillet 2011, lors de la finale de la Copa América, il inscrit deux des trois buts lors de la victoire de l'Uruguay face au Paraguay et remporte ainsi sa première compétition internationale avec sa sélection, égalant par la même occasion le nombre de buts (31) inscrits par Héctor Scarone, qui était alors le meilleur buteur de l'histoire de la Celeste. Ce titre revient uniquement à Forlán le 11 octobre 2011, après un nouveau but face au Paraguay, cette fois-ci lors des éliminatoires de la Coupe du Monde 2014. Néanmoins Forlán est vite rattrapé par son coéquipier Luis Suárez, de 8 ans son cadet, qui devient co-meilleur buteur de la Celeste le 14 août 2013, lors d'un match amical contre le Japon, au cours duquel les deux hommes marquent leurs trente-sixièmes buts respectifs en sélection nationale. Néanmoins pour Forlán, ce sera le dernier sous le maillot de la Celeste, alors que Suárez marquera de nouveau le 6 septembre 2013 face au Pérou. Depuis cette date, Luis Suárez est le meilleur buteur incontesté de l'histoire de la Celeste.

#### Coupe du monde 2010

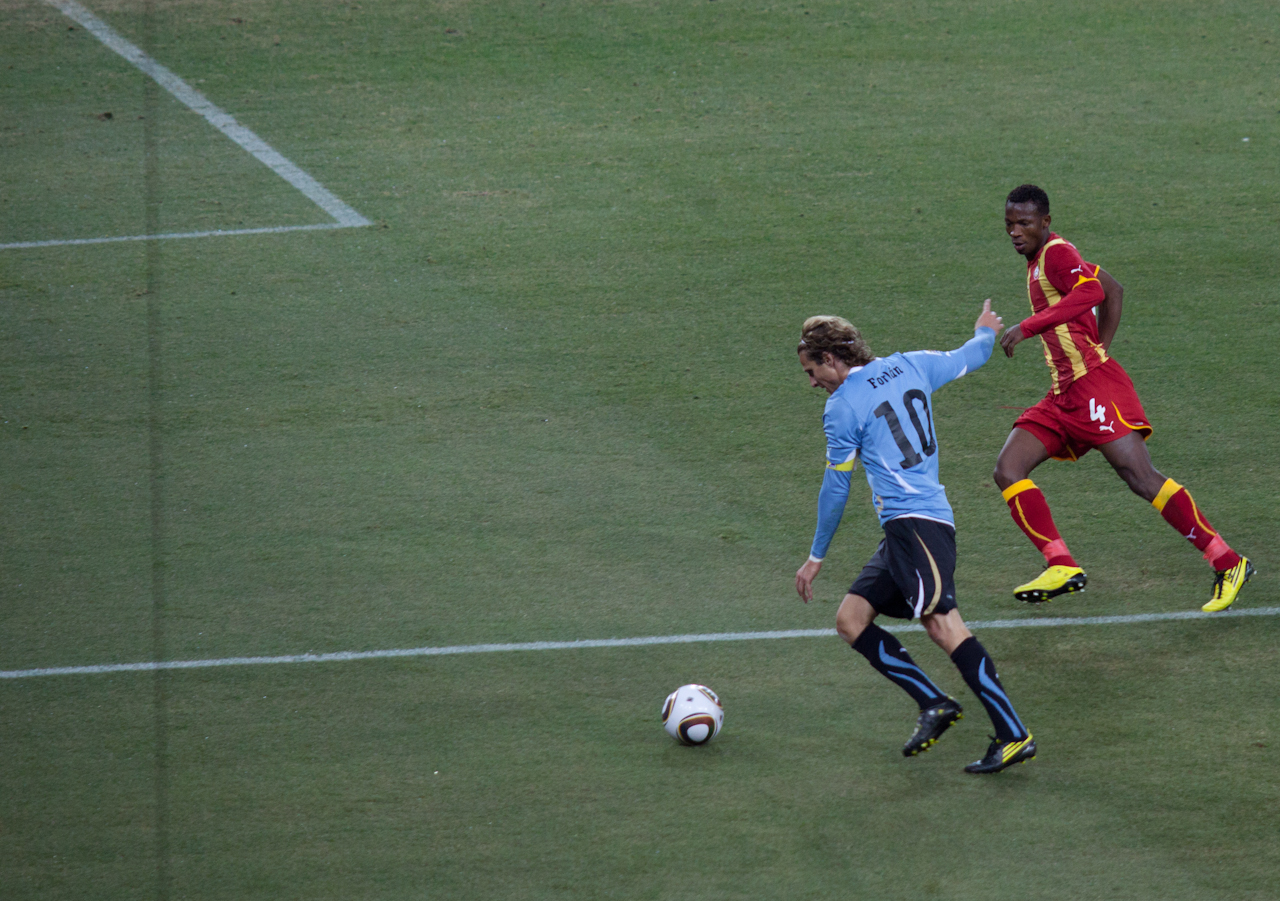
Diego Forlán avec l'Uruguay contre le Ghana en quarts de finale de la Coupe du monde 2010.

Lors de la Coupe du monde 2010, l'Uruguay tombe une nouvelle fois dans le groupe de la France, en compagnie du Mexique et du pays hôte, l'Afrique du Sud. Forlán va s'affirmer comme un joueur essentiel à sa sélection lors de cette compétition. Le 16 juin 2010, lors du deuxième match de poule de l'Uruguay, il inscrit un doublé face à l'Afrique du Sud et participe à l'action amenant le troisième but pour une victoire 3-0. Le 2 juillet, il inscrit un puissant coup franc permettant à l'Uruguay d'égaliser face au Ghana et finalement de se qualifier aux tirs au but pour la demi-finale, une performance que la Celeste n'avait plus réalisée depuis quarante ans.
Le 6 juillet 2010, lors de la demi-finale face aux Pays-Bas, il inscrit un but d'une puissante frappe de loin (enregistrée à 98 km/h) du pied gauche devenant ainsi le premier joueur depuis Lothar Matthäus à la Coupe du monde 1990 à avoir inscrit trois buts hors de la surface de réparation lors d'un même tournoi. Ce but n'empêche pas la défaite 3-2 de l'Uruguay qui doit alors se contenter de la petite finale face à l'Allemagne.
Le 10 juillet 2010, lors de la petite finale, Forlán inscrit son cinquième et dernier but de la compétition, but qui sera choisi par la FIFA comme le plus beau but de la compétition. Malgré un coup franc de Forlan qui finit sur la barre transversale à la dernière seconde du match, l'Uruguay s'incline 3-2 et termine quatrième du tournoi. Malgré cela, Forlán est désigné meilleur joueur, termine co-meilleur buteur de la compétition avec cinq buts (mais n'est pas désigné meilleur buteur de la compétition) et est intégré à l'équipe-type de la Coupe du monde.

#### Copa America 2011

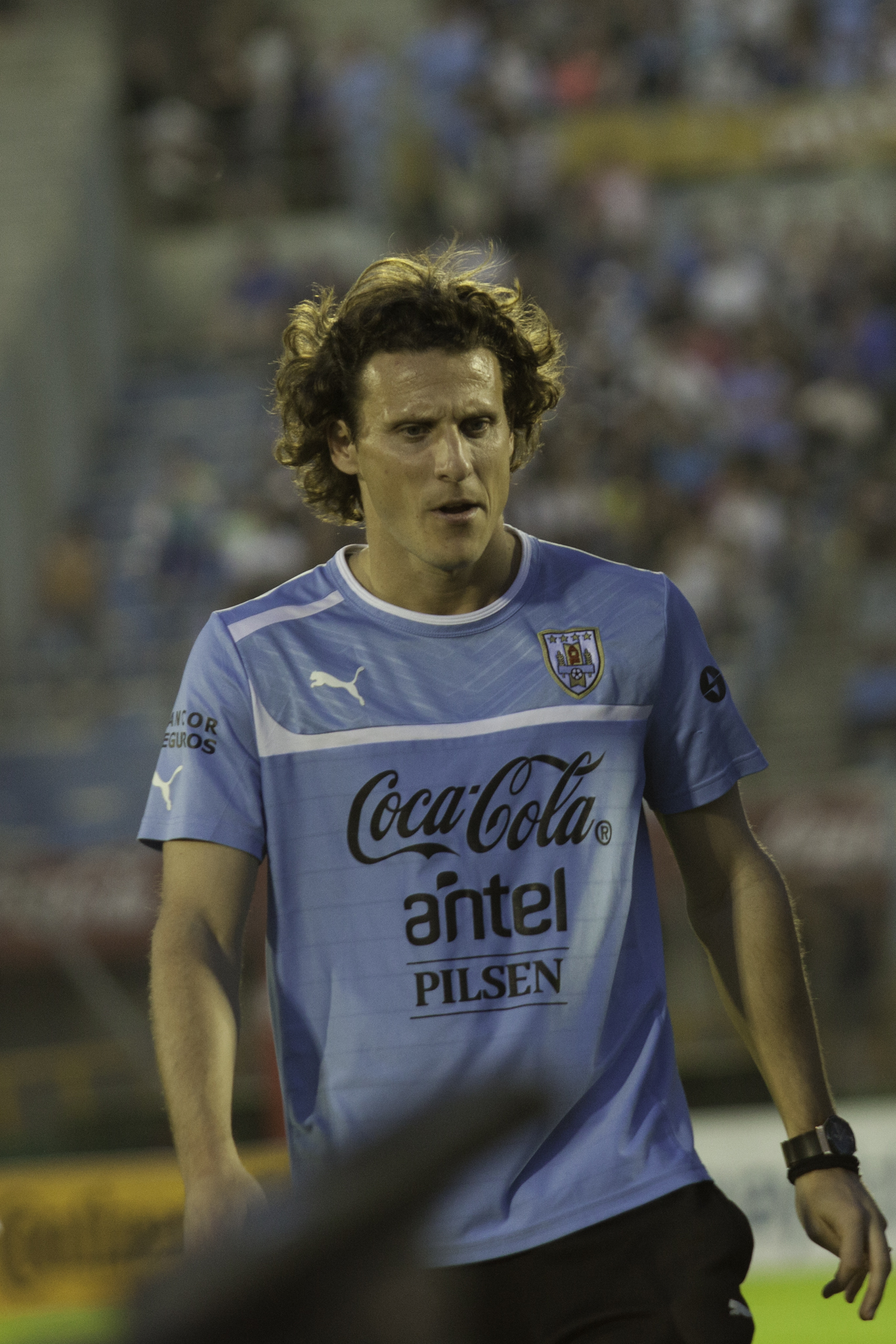
Diego Forlán en 2013 avec l'équipe d'Uruguay

En 2011, durant la Copa America organisée en Argentine, Diego Forlán proposera un bilan moyen, effacé par celui de son compatriote Luis Suárez (vice meilleur marqueur de la compétition avec quatre buts et élu meilleur joueur de cette dernière).
Après un bilan stérile en poules, où l'Uruguay termine deuxième derrière le Chili avec une victoire et deux nuls, Forlán offre de bonnes prestations dans les matches à élimination directe. Il inscrit ainsi le premier but de son équipe de lors de la séance de penaltys contre l'Argentine, qui voit le pays hôte de la compétition s'incliner.
Libéré en finale après la victoire 2-0 en demi-finales face au Pérou, le capitaine emblématique de la sélection uruguayenne s'offre un doublé contre le Paraguay, après que Suárez a donné l'avantage à son équipe.
Diego Forlán remporte ainsi sa première Copa America, et permet à la sélection Uruguayenne de s'imposer pour la 15e fois dans cette compétition, record absolu.
Forlán sera ensuite convoqué pour la Coupe des confédérations 2013 où la Céleste sera éliminée une nouvelle fois en demi-finales contre le Brésil.

#### Coupe du monde 2014
En 2014, Diego Forlán dispute à l'âge de 35 ans, sa troisième phase finale de Coupe du monde. Titulaire lors des deux défaites de l'Uruguay (face au Costa-Rica et face à la Colombie) et sur le banc lors de ses deux victoires (face à l'Angleterre et face à l'Italie), réalise des performances plus que moyennes lors du mondial 2014 (il est resté moins de deux heures au total sur le terrain, au cours desquelles il ne réussit ni but, ni passe décisive), en ne disputant aucun match dans son intégralité.
Forlán apparaît donc comme l'ombre du joueur d'exception qu'il était en 2010, cela le précipite naturellement vers la sortie et la Coupe du monde 2014 devient sa dernière compétition internationale.
Le 12 mars 2015, il décide de prendre sa retraite internationale pour « laisser la place aux nouvelles générations ». Il compte 112 sélections pour 36 buts inscrits.

### Entraîneur du Peñarol (2019-2020)
Diego Forlán est nommé entraîneur du Peñarol le 20 décembre 2019. Le 31 août 2020, il est démis de ses fonctions après avoir dirigé le club pendant seulement onze matches.

### Joueur de tennis (2024)
En novembre 2024, après sa retraite du monde professionnel du football, il fait ses premier pas dans celui du tennis, sport pour lequel il est passionné depuis son enfance. Sur invitation, il dispute un match en double avec Federico Coria au tournoi Challenger de Montevideo,.

## Style de jeu
Joueur talentueux, techniquement doué, travailleur et créatif, avec le sens du but, Forlán était un attaquant rapide, intelligent, complet et polyvalent, avec un bon sens du placement, capable de jouer n'importe où sur le front de l'attaque. Il a été utilisé en tant qu'attaquant principal (sa position privilégiée), comme attaquant de soutien, comme milieu de terrain offensif, et même comme ailier, s'excentrant souvent pour lancer les actions offensives. Il était capable de marquer avec les deux pieds, à la fois de l'intérieur et de l'extérieur de la surface de réparation. Forlán était surtout connu pour ses tirs lointains, puissants et précis, qui faisaient de lui une grande menace si on lui donnait de l'espace en dehors de la surface. Forlán était également un tireur précis de coups de pied arrêtés et de pénaltys. En plus de sa finition précise, de sa mobilité et de son sens du but, Forlán était un joueur habile, doué d'une bonne technique et d'un bon contrôle du ballon, ainsi que d'une bonne vision, d'une capacité de passe, d'intelligence, et d'une bonne lecture du jeu; ces attributs lui ont également permis d'être utilisé dans un rôle plus créatif, dans lequel il pouvait utiliser ses coéquipiers et se placer plus bas sur le terrain pour faire le lien entre le milieu de terrain et l'attaque, lui permettant de distribuer de nombreuses passes décisives. En plus de ses compétences de joueur, Forlán a également été reconnu pour son leadership, sa longévité et sa détermination tout au long de sa carrière.

## Statistiques

### Générales
Ce tableau présente les statistiques de Diego Forlán. Il finit meilleur buteur de la Liga durant la saison 2004-2005 avec 25 buts et 2008-2009 avec 32 buts.
| Saison                | Club                  | Championnat           | Championnat | Championnat | Championnat | Coupe nationale | Coupe nationale | Coupe nationale | Coupe de la Ligue | Coupe de la Ligue | Coupe de la Ligue | Supercoupe | Supercoupe | Supercoupe | Compétition(s) continentale(s) | Compétition(s) continentale(s) | Compétition(s) continentale(s) | Compétition(s) continentale(s) | Supercoupe UEFA | Supercoupe UEFA | Supercoupe UEFA | Ligue régional | Ligue régional | Ligue régional | Total | Total | Total |
| Saison                | Club                  | Division              | M.          | B.          | P.d.        | M.              | B.              | P.d.            | M.                | B.                | P.d.              | M.         | B.         | P.d.       | Comp.                          | M.                             | B.                             | P.d.                           | M.              | B.              | P.d.            | M.             | B.             | P.d.           | M.    | B.    | P.d.  |
| 1998-1999             | CA Independiente      | D1                    | 2           | 0           | 0           | -               | -               | -               | -                 | -                 | -                 | -          | -          | -          | -                              | -                              | -                              | -                              | -               | -               | -               | -              | -              | -              | 2     | 0     | 0     |
| 1999-2000             | CA Independiente      | D1                    | 24          | 7           | 2           | -               | -               | -               | -                 | -                 | -                 | -          | -          | -          | -                              | -                              | -                              | -                              | -               | -               | -               | -              | -              | -              | 24    | 7     | 2     |
| 2000-2001             | CA Independiente      | D1                    | 36          | 18          | 4           | -               | -               | -               | -                 | -                 | -                 | -          | -          | -          | CM                             | 6                              | 2                              | -                              | -               | -               | -               | -              | -              | -              | 42    | 20    | 4     |
| 2001-2002             | CA Independiente      | D1                    | 18          | 12          | 2           | -               | -               | -               | -                 | -                 | -                 | -          | -          | -          | CM                             | 5                              | 1                              | -                              | -               | -               | -               | -              | -              | -              | 23    | 13    | 2     |
| Sous-total            | Sous-total            | Sous-total            | 80          | 37          | 8           | -               | -               | -               | -                 | -                 | -                 | -          | -          | -          | -                              | 11                             | 3                              | -                              | -               | -               | -               | -              | -              | -              | 91    | 40    | 8     |
| 2001-2002             | Manchester United     | D1                    | 13          | 0           | 0           | -               | -               | -               | -                 | -                 | -                 | -          | -          | -          | C1                             | 5                              | 0                              | 0                              | -               | -               | -               | -              | -              | -              | 18    | 0     | 0     |
| 2002-2003             | Manchester United     | D1                    | 25          | 6           | 2           | 2               | 0               | 1               | 5                 | 2                 | 0                 | -          | -          | -          | C1                             | 13                             | 1                              | 0                              | -               | -               | -               | -              | -              | -              | 45    | 9     | 3     |
| 2003-2004             | Manchester United     | D1                    | 24          | 4           | 4           | 2               | 1               | 0               | 1                 | 1                 | 0                 | 1          | 0          | 0          | C1                             | 4                              | 2                              | 1                              | -               | -               | -               | -              | -              | -              | 32    | 8     | 5     |
| 2004-2005             | Manchester United     | D1                    | 1           | 0           | 0           | -               | -               | -               | -                 | -                 | -                 | 1          | 0          | 0          | C1                             | 1                              | 0                              | 0                              | -               | -               | -               | -              | -              | -              | 3     | 0     | 0     |
| Sous-total            | Sous-total            | Sous-total            | 63          | 10          | 6           | 4               | 1               | 1               | 6                 | 3                 | 0                 | 2          | 0          | 0          | -                              | 22                             | 3                              | 1                              | -               | -               | -               | -              | -              | -              | 97    | 17    | 8     |
| 2004-2005             | Villarreal CF         | D1                    | 38          | 25          | 7           | 1               | 0               | -               | -                 | -                 | -                 | -          | -          | -          | -                              | -                              | -                              | -                              | -               | -               | -               | -              | -              | -              | 39    | 25    | 7     |
| 2005-2006             | Villarreal CF         | D1                    | 32          | 10          | 6           | 2               | 0               | -               | -                 | -                 | -                 | -          | -          | -          | C1                             | 13                             | 3                              | 1                              | -               | -               | -               | -              | -              | -              | 47    | 13    | 7     |
| 2006-2007             | Villarreal CF         | D1                    | 36          | 19          | 1           | 4               | 1               | -               | -                 | -                 | -                 | -          | -          | -          | CI                             | 2                              | 1                              | 1                              | -               | -               | -               | -              | -              | -              | 42    | 21    | 2     |
| Sous-total            | Sous-total            | Sous-total            | 106         | 54          | 14          | 7               | 1               | -               | -                 | -                 | -                 | -          | -          | -          | -                              | 15                             | 4                              | 2                              | -               | -               | -               | -              | -              | -              | 128   | 59    | 16    |
| 2007-2008             | Atlético de Madrid    | D1                    | 36          | 16          | 1           | 6               | 1               | 1               | -                 | -                 | -                 | -          | -          | -          | CI+C3                          | 10+1                           | 5+1                            | 0+1                            | -               | -               | -               | -              | -              | -              | 53    | 23    | 3     |
| 2008-2009             | Atlético de Madrid    | D1                    | 33          | 32          | 9           | 3               | 1               | 0               | -                 | -                 | -                 | -          | -          | -          | C1                             | 9                              | 2                              | 1                              | -               | -               | -               | -              | -              | -              | 45    | 35    | 10    |
| 2009-2010             | Atlético de Madrid    | D1                    | 33          | 18          | 6           | 6               | 3               | 1               | -                 | -                 | -                 | -          | -          | -          | C1+C3                          | 8+9                            | 1+6                            | 1+1                            | -               | -               | -               | -              | -              | -              | 56    | 28    | 9     |
| 2010-2011             | Atlético de Madrid    | D1                    | 32          | 8           | 5           | 3               | 1               | 0               | -                 | -                 | -                 | -          | -          | -          | C3                             | 6                              | 1                              | 0                              | 1               | 0               | 0               | -              | -              | -              | 42    | 10    | 5     |
| août 2011             | Atlético de Madrid    | D1                    | -           | -           | -           | -               | -               | -               | -                 | -                 | -                 | -          | -          | -          | C1                             | 2                              | 0                              | 0                              | -               | -               | -               | -              | -              | -              | 2     | 0     | 0     |
| Sous-total            | Sous-total            | Sous-total            | 134         | 74          | 21          | 18              | 6               | 2               | -                 | -                 | -                 | -          | -          | -          | -                              | 45                             | 16                             | 4                              | 1               | 0               | 0               | -              | -              | -              | 198   | 96    | 27    |
| 2011-2012             | Inter Milan           | D1                    | 18          | 2           | 2           | -               | -               | -               | -                 | -                 | -                 | -          | -          | -          | C1                             | 2                              | 0                              | 0                              | -               | -               | -               | -              | -              | -              | 20    | 2     | 2     |
| Sous-total            | Sous-total            | Sous-total            | 18          | 2           | 2           | -               | -               | -               | -                 | -                 | -                 | -          | -          | -          | -                              | 2                              | 0                              | 0                              | -               | -               | -               | -              | -              | -              | 20    | 2     | 2     |
| 2012                  | SC Internacional      | D1                    | 19          | 5           | 1           | -               | -               | -               | -                 | -                 | -                 | -          | -          | -          | -                              | -                              | -                              | -                              | -               | -               | -               | -              | -              | -              | 19    | 5     | 1     |
| 2013                  | SC Internacional      | D1                    | 15          | 5           | 1           | 8               | 3               | 1               | -                 | -                 | -                 | -          | -          | -          | -                              | -                              | -                              | -                              | -               | -               | -               | 13             | 9              | 3              | 36    | 17    | 5     |
| Sous-total            | Sous-total            | Sous-total            | 34          | 10          | 2           | 8               | 3               | 1               | -                 | -                 | -                 | -          | -          | -          | -                              | -                              | -                              | -                              | -               | -               | -               | 13             | 9              | 3              | 55    | 22    | 6     |
| 2014                  | Cerezo Osaka          | D1                    | 26          | 7           | 1           | 3               | 0               | 0               | -                 | -                 | -                 | -          | -          | -          | AFC                            | 6                              | 2                              | 1                              | -               | -               | -               | -              | -              | -              | 35    | 9     | 2     |
| 2015                  | Cerezo Osaka          | D2                    | 16          | 10          | 3           | -               | -               | -               | -                 | -                 | -                 | -          | -          | -          | -                              | -                              | -                              | -                              | -               | -               | -               | -              | -              | -              | 16    | 10    | 3     |
| Sous-total            | Sous-total            | Sous-total            | 42          | 17          | 4           | 3               | 0               | -               | -                 | -                 | -                 | -          | -          | -          | -                              | 6                              | 2                              | 1                              | -               | -               | -               | -              | -              | -              | 51    | 19    | 5     |
| 2015-2016             | CA Peñarol            | D1                    | 32          | 8           | 12          | -               | -               | -               | -                 | -                 | -                 | -          | -          | -          | CL                             | 2                              | 0                              | 0                              | -               | -               | -               | -              | -              | -              | 34    | 8     | 12    |
| Sous-total            | Sous-total            | Sous-total            | 32          | 8           | 12          | -               | -               | -               | -                 | -                 | -                 | -          | -          | -          | -                              | 2                              | 0                              | 0                              | -               | -               | -               | -              | -              | -              | 34    | 8     | 12    |
| 2016-2017             | Mumbai City           | D1                    | 12          | 5           | 3           | -               | -               | -               | -                 | -                 | -                 | -          | -          | -          | -                              | -                              | -                              | -                              | -               | -               | -               | -              | -              | -              | 12    | 5     | 3     |
| Sous-total            | Sous-total            | Sous-total            | 12          | 5           | 3           | -               | -               | -               | -                 | -                 | -                 | -          | -          | -          | -                              | -                              | -                              | -                              | -               | -               | -               | -              | -              | -              | 12    | 5     | 3     |
| 2018                  | Kitchee SC            | D1                    | 5           | 5           | 1           | -               | -               | -               | -                 | -                 | -                 | -          | -          | -          | AFC                            | 3                              | 0                              | 0                              | -               | -               | -               | -              | -              | -              | 8     | 5     | 1     |
| Sous-total            | Sous-total            | Sous-total            | 5           | 5           | 1           | -               | -               | -               | -                 | -                 | -                 | -          | -          | -          | -                              | 3                              | 0                              | 0                              | -               | -               | -               | -              | -              | -              | 8     | 5     | 1     |
| Total sur la carrière | Total sur la carrière | Total sur la carrière | 539         | 231         | 73          | 40              | 11              | 4               | 6                 | 3                 | 0                 | 2          | 0          | 0          | -                              | 107                            | 28                             | 8                              | 1               | 0               | 0               | 13             | 9              | 3              | 708   | 282   | 88    |

### En sélection nationale
| Saison                | Sélection             | Phases finales                   | Phases finales | Phases finales | Phases finales | Éliminatoires CDM | Éliminatoires CDM | Éliminatoires CDM | Matchs amicaux | Matchs amicaux | Matchs amicaux | Total | Total | Total |
| Saison                | Sélection             | Compétition                      | M              | B              | Pd             | M                 | B                 | Pd                | M              | B              | Pd             | M     | B     | Pd    |
| --------------------- | --------------------- | -------------------------------- | -------------- | -------------- | -------------- | ----------------- | ----------------- | ----------------- | -------------- | -------------- | -------------- | ----- | ----- | ----- |
| 2001-2002             | Uruguay               | Coupe du monde 2002              | 1              | 1              | 0              | -                 | -                 | -                 | 4              | 1              | 0              | 5     | 2     | 0     |
| 2002-2003             | Uruguay               | -                                | -              | -              | -              | -                 | -                 | -                 | 2              | 1              | 0              | 2     | 1     | 0     |
| 2003-2004             | Uruguay               | Copa América 2004                | 6              | 1              | 0              | 7                 | 4                 | 0                 | 2              | 1              | 0              | 15    | 6     | 0     |
| 2004-2005             | Uruguay               | -                                | -              | -              | -              | 5                 | 2                 | 1                 | -              | -              | -              | 5     | 2     | 1     |
| 2005-2006             | Uruguay               | -                                | -              | -              | -              | 4                 | 0                 | 1                 | 2              | 0              | 0              | 6     | 0     | 1     |
| 2006-2007             | Uruguay               | Copa América 2007 4e             | 6              | 3              | 2              | -                 | -                 | -                 | 3              | 1              | 0              | 9     | 4     | 2     |
| 2007-2008             | Uruguay               | -                                | -              | -              | -              | 4                 | 4                 | 1                 | 2              | 0              | 0              | 6     | 4     | 1     |
| 2008-2009             | Uruguay               | -                                | -              | -              | -              | 6                 | 2                 | 1                 | 1              | 0              | 0              | 7     | 2     | 1     |
| 2009-2010             | Uruguay               | Coupe du monde 2010 4e           | 7              | 5              | 1              | 5                 | 1                 | 2                 | 2              | 2              | 0              | 14    | 8     | 3     |
| 2010-2011             | Uruguay               | Copa América 2011                | 6              | 2              | 0              | -                 | -                 | -                 | 7              | 0              | 0              | 13    | 2     | 0     |
| 2011-2012             | Uruguay               | -                                | -              | -              | -              | 4                 | 2                 | 1                 | 2              | 0              | 0              | 6     | 2     | 1     |
| 2012-2013             | Uruguay               | Coupe des confédérations 2013 4e | 4              | 1              | 1              | 7                 | 0                 | 0                 | 3              | 0              | 0              | 14    | 1     | 1     |
| 2013-2014             | Uruguay               | Coupe du monde 2014              | 2              | 0              | 0              | 4                 | 0                 | 0                 | 4              | 2              | 1              | 10    | 2     | 1     |
| Total sur la carrière | Total sur la carrière | Total sur la carrière            | 32             | 13             | 4              | 46                | 15                | 7                 | 34             | 8              | 1              | 112   | 36    | 12    |

### Buts en sélection
| Buts en sélection de Diego Forlan | Buts en sélection de Diego Forlan | Buts en sélection de Diego Forlan            | Buts en sélection de Diego Forlan | Buts en sélection de Diego Forlan | Buts en sélection de Diego Forlan | Buts en sélection de Diego Forlan |
| #                                 | Date                              | Lieu                                         | Adversaire                        | Résultats                         | Compétitions                      |                                   |
| --------------------------------- | --------------------------------- | -------------------------------------------- | --------------------------------- | --------------------------------- | --------------------------------- | --------------------------------- |
| 1.                                | 27 mars 2002                      | Damman, Arabie saoudite                      | Arabie saoudite                   | 2-3                               | Match amical                      |                                   |
| 2.                                | 11 juin 2002                      | Suwon, Corée du Sud                          | Sénégal                           | 3-3                               | Coupe du monde 2002               |                                   |
| 3.                                | 28 mars 2003                      | Tokyo, Japon                                 | Japon                             | 2-2                               | Match amical                      |                                   |
| 4.                                | 20 août 2003                      | Florence, Italie                             | Argentine                         | 2-3                               | Match amical                      |                                   |
| 5.                                | 7 octobre 2003                    | Montevideo, Uruguay                          | Bolivie                           | 5-0                               | Éliminatoires CDM 2006            |                                   |
| 6.                                | 19 novembre 2003                  | Curitiba, Brésil                             | Brésil                            | 3-3                               | Éliminatoires CDM 2006            |                                   |
| 7.                                | 19 novembre 2003                  | Stade Pinheirao, Curitiba                    | Brésil                            | 3-3                               | Éliminatoires Coupe du monde 2006 |                                   |
| 8.                                | 1er juin 2004                     | Stade Centenario, Montevideo                 | Pérou                             | 3-1                               | Éliminatoires Coupe du monde 2006 |                                   |
| 9.                                | 10 juillet 2004                   | Stade Elías-Aguirre, Chiclayo                | Équateur                          | 2-1                               | Éliminatoires Coupe du monde 2006 |                                   |
| 10.                               | 30 mars 2005                      | Stade Centenario, Montevideo                 | Brésil                            | 1-1                               | Éliminatoires Coupe du monde 2006 |                                   |
| 11.                               | 4 juin 2005                       | Estadio José Pachencho Romero, Maracaibo     | Venezuela                         | 1-1                               | Éliminatoires Coupe du monde 2006 |                                   |
| 12.                               | 2 juin 2007                       | Stadium Australia, Sydney                    | Australie                         | 2-1                               | Match amical                      |                                   |
| 13.                               | 7 juillet 2007                    | Estadio José Pachencho Romero, San Cristobal | Venezuela                         | 4-1                               | Copa America 2007                 |                                   |
| 14.                               | 7 juillet 2007                    | Estadio José Pachencho Romero, San Cristobal | Venezuela                         | 4-1                               | Copa America 2007                 |                                   |
| 15.                               | 10 juillet 2007                   | Estadio José Pachencho Romero, Maracaibo     | Brésil                            | 2-2                               | Copa America 2007                 |                                   |
| 16.                               | 13 juillet 2007                   | Stade Centenario, Montevideo                 | Bolivie                           | 5-0                               | Éliminatoires Coupe du monde 2010 |                                   |
| 17.                               | 17 juin 2008                      | Stade Centenario, Montevideo                 | Pérou                             | 6-0                               | Éliminatoires Coupe du monde 2010 |                                   |
| 18.                               | 17 juin 2008                      | Stade Centenario, Montevideo                 | Pérou                             | 6-0                               | Éliminatoires Coupe du monde 2010 |                                   |
| 19.                               | 17 juin 2008                      | Stade Centenario, Montevideo                 | Pérou                             | 6-0                               | Éliminatoires Coupe du monde 2010 |                                   |
| 20.                               | 28 mars 2009                      | Stade Centenario, Montevideo                 | Paraguay                          | 2-0                               | Éliminatoires Coupe du monde 2010 |                                   |
| 21.                               | 28 mars 2009                      | Polideportivo Cachamay, Puerto Ordaz         | Venezuela                         | 2-2                               | Éliminatoires Coupe du monde 2010 |                                   |
| 22.                               | 10 octobre 2009                   | Quito, Équateur                              | Équateur                          | 2-1                               | Éliminatoires Coupe du monde 2010 |                                   |
| 23.                               | 3 mars 2010                       | Saint-Gall, Suisse                           | Suisse                            | 3-1                               | Match amical                      |                                   |
| 24.                               | 26 mai 2010                       | Stade Centenario, Montevideo                 | Israël                            | 4-1                               | Match amical                      |                                   |
| 25.                               | 16 juin 2010                      | Pretoria, Afrique du Sud                     | Afrique du Sud                    | 3-0                               | Coupe du monde 2010               |                                   |
| 26.                               | 16 juin 2010                      | Pretoria, Afrique du Sud                     | Afrique du Sud                    | 3-0                               | Coupe du monde 2010               |                                   |
| 27.                               | 2 juillet 2010                    | Johannesburg, Afrique du Sud                 | Ghana                             | 1-1                               | Coupe du monde 2010               |                                   |
| 28.                               | 6 juillet 2010                    | Johannesburg, Afrique du Sud                 | Pays-Bas                          | 2-3                               | Coupe du monde 2010               |                                   |
| 29.                               | 10 juillet 2010                   | Port Elizabeth, Afrique du Sud               | Allemagne                         | 2-3                               | Coupe du monde 2010               |                                   |
| 30.                               | 24 juin 2011                      | Buenos Aires, Argentine                      | Paraguay                          | 3-0                               | Copa América 2011                 |                                   |
| 31.                               | 24 juin 2011                      | Buenos Aires, Argentine                      | Paraguay                          | 3-0                               | Copa América 2011                 |                                   |
| 32.                               | 11 octobre 2011                   | Asuncion, Paraguay                           | Paraguay                          | 1-1                               | Qualifs CM 2014                   |                                   |
| 33.                               | 2 juin 2012                       | Montevideo, Uruguay                          | Venezuela                         | 1-1                               | Qualifs CM 2014                   |                                   |
| 34.                               | 20 juin 2013                      | Salvador, Brésil                             | Nigeria                           | 2-1                               | Coupe des confédérations 2013     |                                   |
| 35.                               | 14 août 2013                      | Miyagi, Japon                                | Japon                             | 4-2                               | Match amical                      |                                   |
| 36.                               | 14 août 2013                      | Miyagi, Japon                                | Japon                             | 4-2                               | Match amical                      |                                   |

## Palmarès

### En club
- Manchester United
  - Champion d'Angleterre en 2003
  - Vainqueur du Community Shield en 2003
  - Finaliste  du Community Shield en 2004
- Atlético de Madrid
  - Vainqueur de la Ligue Europa en 2010
  - Vainqueur de la Supercoupe de l'UEFA en 2010
  - Finaliste de la Coupe d'Espagne en 2010
- Peñarol
  - Vainqueur du tournoi d'ouverture de la saison en 2015
  - Champion d'Uruguay en 2016

### En sélection
- Uruguay
  - Vainqueur de la Copa América 2011
  - 3e de la Copa América 2004
  - 4e de la Copa América 2007
  - 4e de la Coupe du monde 2010
  - 4e de la Coupe des confédérations 2013

### Distinctions individuelles
- 5e au Ballon d'or 2010
- Trophée EFE : 2005
- Soulier d'or européen : 2005, 2009
- Ballon d'Or de la Coupe du monde : 2010
- All-Star Team de la Coupe du monde : 2010
- Meilleur buteur du championnat d'Espagne : 2004-2005 (25 buts) et en 2008-2009 (32 buts)
- Récompensé par la FIFA pour avoir inscrit le « plus beau but de la Coupe du monde 2010 »
- Homme du match contre la France, l'Afrique du Sud et le Ghana lors de la Coupe du monde 2010
- Homme du match contre le Mexique lors de la Copa América 2011
- Homme du match contre le Nigéria lors de la Coupe des confédérations 2013
- Élu Meilleur sportif uruguayen 2010